# Rinorea anguifera
Espèce
Synonymes
- Alsodeia capillata King[2]
- Alsodeia comosa King[2]
- Alsodeia corylifolia (Turcz.) Turcz.[2]
- Alsodeia echinocarpa var. nervosa Capit.[2]
- Alsodeia echinocarpa var. zollingeri Boerl. ex Capit.[2]
- Alsodeia echinocarpa Korth.[2]
- Medusa anguifera Lour.[2]
- Pentaloba corylifolia Turcz.[2]
- Rinorea anguifera var. nervosa (Capit.) Merr.[2]
- Rinorea comosa (King) Merr.[2]

Rinorea anguifera est une espèce de plantes à fleurs de la famille des Violaceae qui a été décrite par le botaniste allemand Carl Ernst Otto Kuntze (1843-1907).
Il s'agit plutôt d'un groupe de plantes dont la détermination est encore irrésolue.